# Jára Cimrman
Jára Cimrman – fikcyjna postać wymyślona w 1966 przez Ladislava Smoljaka i Zdenka Svěráka.

## Opis postaci
Po raz pierwszy postać Cimrmana pojawiła się w humorystycznym programie radiowym nadawanym na żywo z bezalkoholowej winiarni Pod Pająkiem w Pradze. Narodziny bohatera były wynikiem wcześniejszego zebrania, które miało miejsce przy ul. Dykovej 14 na Vinohradach w Pradze. Wydarzenie to upamiętnia odsłonięta 29 października 2002 tablica o treści „W tym domu narodził się czeski geniusz, polihistor, wiedeńczyk Jára da Cimrman. Dnia 29 października 1966 odbyło się tu zebranie założycielskie Teatru Járy Cimrmana”. Postać pomógł też rozwinąć Jiří Šebánek, jeden z autorów winiarni Pod Pająkiem, późniejszy twórca Salonu Cimrman.
Według twórców, Jára Cimrman urodził się w Wiedniu, jako syn czeskiego krawca Leopolda Cimrmana i austriackiej aktorki Marlen Jelinek-Cimrman. Był wynalazcą, dramatopisarzem, kompozytorem, dentystą, filozofem, globtroterem, architektem, ginekologiem samoukiem, kryminologiem, kryminalistą, sportowcem, pedagogiem. Bywa określany jako największy czeski geniusz. Do dziś nie zachował się żaden wizerunek geniusza, ponieważ Cimrman niszczył wszystkie swoje zdjęcia i dokumenty.

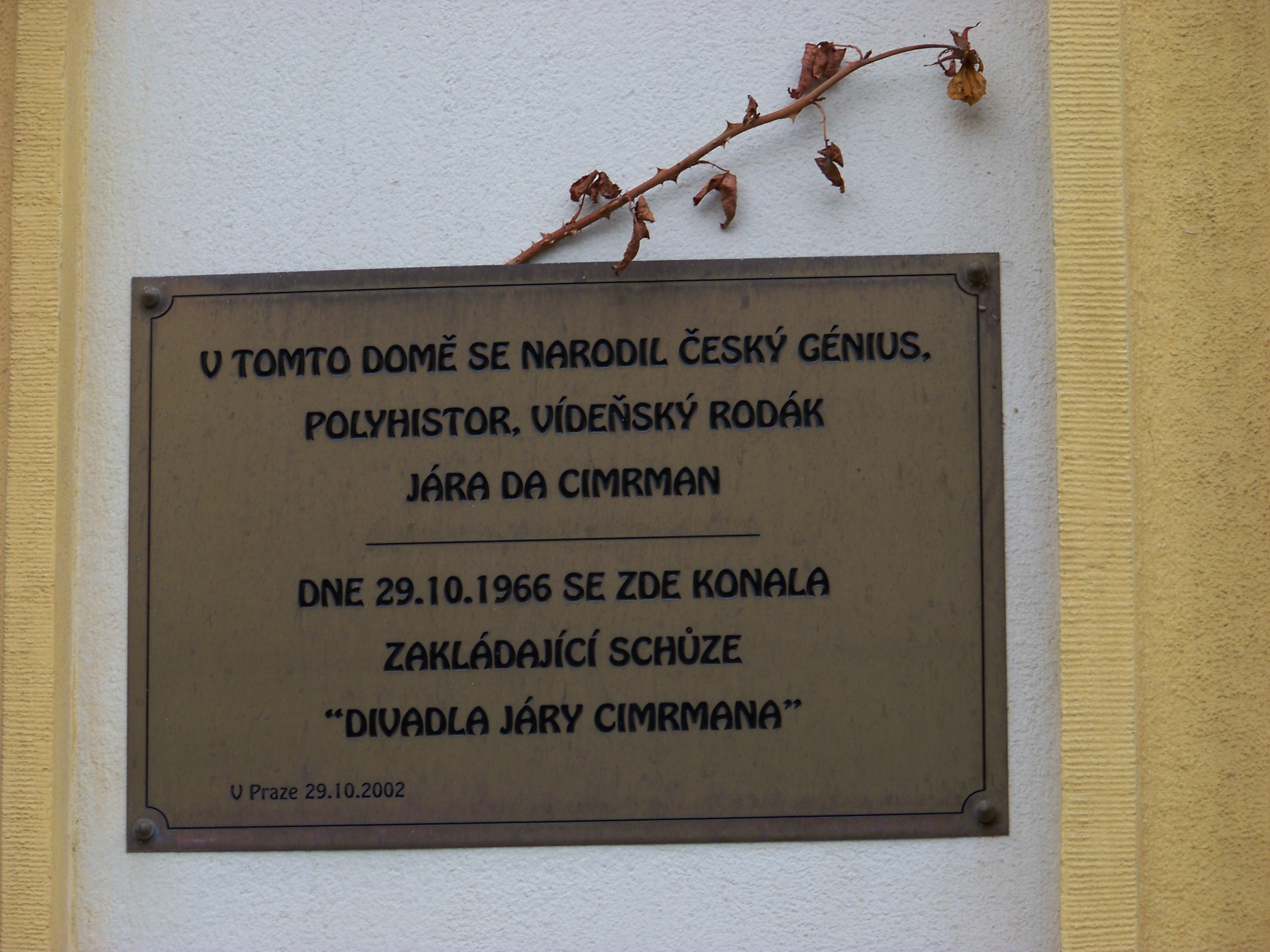
Tablica pamiątkowa na ścianie budynku przy ul. Dykovej 14 w Pradze

Historia postaci budowana była głównie na podstawie rzekomej bogatej korespondencji oraz licznych opowieści opisujących jego współudział przy tworzeniu wynalazków ówczesnego świata; między innymi miał współtworzyć z Zeppelinem konstrukcję pierwszego sterowca, na zlecenie Edisona wyrobić gwint do żarówki, pomóc Eiffelowi określić ostateczny kształt paryskiej wieży, czy też prostym pytaniem naprowadzić Czechowa na właściwą treść Trzech sióstr. Przypisuje się mu wynalezienie m.in. jogurtu, protezy zębowej czy pełnotłustego mleka. W samym tylko londyńskim urzędzie patentowym miał zgłosić 237 wynalazków, takich jak między innymi: pułapka na karaluchy, szczotka do czyszczenia krawata, męski nieprzemakalny nocnik podróżny, kapelusz dla konia, maszynka do tasowania kart, rower na teren pagórkowaty. Odrzucono je natychmiast, z wyjątkiem dwóch, które odrzucono dopiero po pewnym czasie.
Od lat „odkrywane są” nieznane dzieła Cimrmana, którego geniusz wyraża się również w tytułach utworów muzycznych, np.: „Jazzuici” (chorał), „Fokstrotyl” (fokstrot), „Fałszywa polędwica” (uwertura dysharmoniczna), „Majonez” (polonez), „Przenikliwy biszkopt” (sonata na dwa flety i piszczałkę), „Symfonia nr 5 c-moll” (sodowa) czy „Symfonia nr 6 c-moll” (butelkowa).

## Odbiór w Czechach

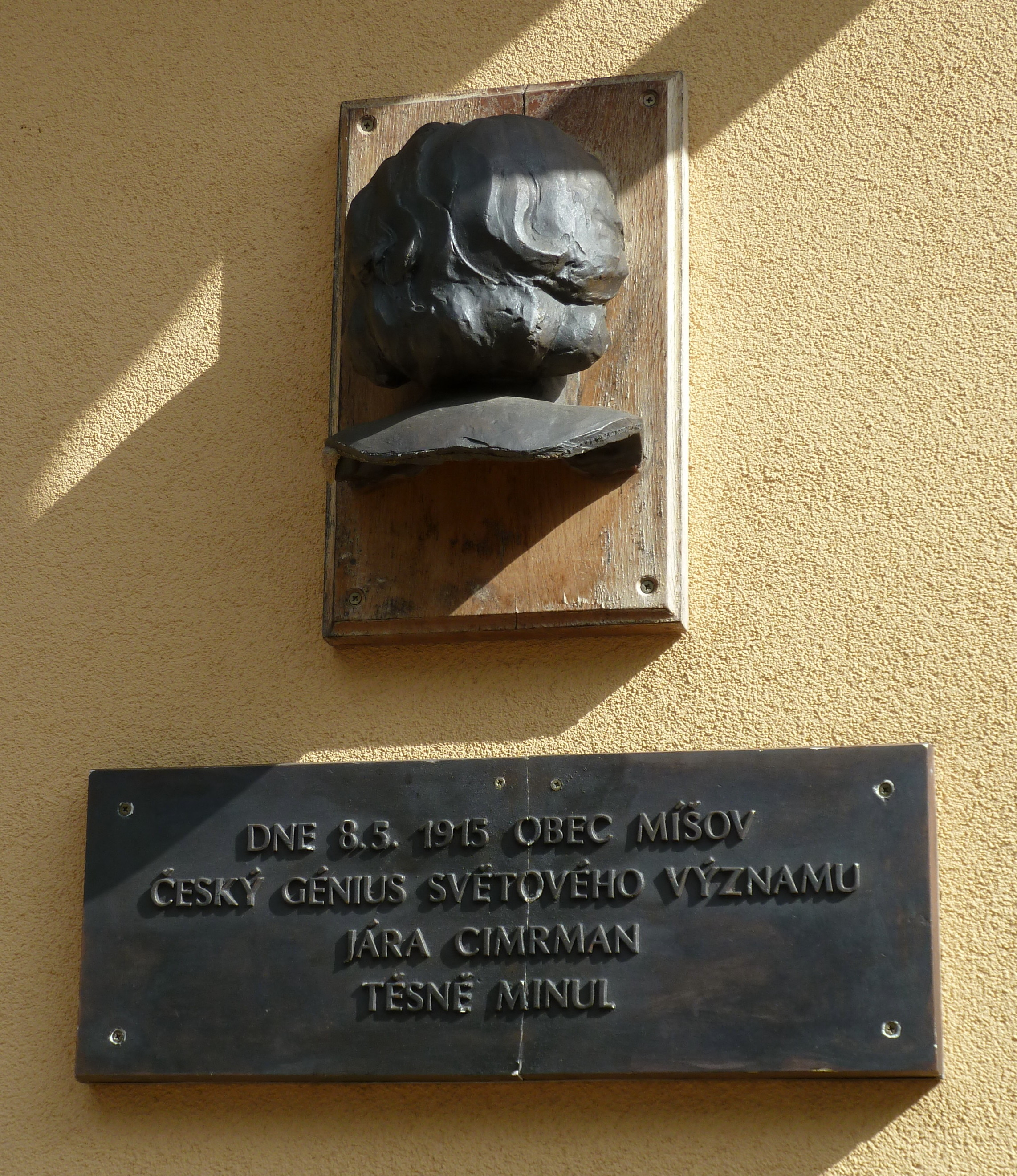
Tablica pamiątkowa w Míšovie

W 2005 w nominacjach publiczności do konkursu Czeskiej Telewizji na najwybitniejszego Czecha uwzględniono Cimrmana, który zajął pierwsze miejsce w konkursie. Mimo protestów, a nawet petycji o utrzymanie bohatera w plebiscycie, telewizja anulowała wynik po konsultacji z licencjodawcą BBC, gdyż w konkursie mogły uczestniczyć tylko realne osoby. Z tej okazji nakręciła filmy dokumentalne o pierwszej dziesiątce oraz dodatkowy o Járze Cimrmanie.
Imieniem Cimrmana nazwano ulice w Brnie, w Ołomuńcu i w czterech innych miejscowościach oraz Nabrzeże Járy Cimrmana w Lipníku nad Bečvou, które w ogóle nie leży nad wodą. Rynek w Lomnicy koło Tišnova zdobią rzeźby stóp Cimrmana.
W 2000 roku na ścianie kamienicy przy ulicy Anenská 26 w Brnie umieszczono mosiężną tabliczkę informującą, że Jára Cimrman nigdy nie mieszkał i nie pracował w tym domu.
Jest tematem prac dyplomowych i dysertacji naukowych analizujących fenomen bohatera. Poczta Czeska wydała w 2014 roku okrągłe znaczki pocztowe z jego podobizną. W Górach Izerskich zbudowano ścieżkę rowerową jego imienia.
Imię Cimrmana nadano szczytowi na Ałtaju oraz jednej z planetoid (7796) Járacimrman. Czeski biolog Vladimír Vohralík nazwał w roku 2002 zachodnioczeską odmianę myszarki zielnej – gatunku gryzonia z rodziny myszowatych – Apodemus uralensis cimrmani.

## Jára Cimrman w kulturze
Przedstawienia opowiadające o życiu i dziele Cimrmana są wystawiane od ponad 40 lat w Žižkovskim Divadle Járy Cimrmana w Pradze. Mają ten sam schemat – w pierwszej części odbywa się „fachowe seminarium” i poszczególni cimrmanologowie w odczytach zapoznają publiczność z nowymi odkryciami, jakie udało się ustalić na temat życia i dzieła Cimrmana. W drugiej części wystawiana jest sztuka Járy Cimrmana „odkryta” i „zrekonstruowana” przez głównych autorów Zdeňka Svěráka i Ladislava Smoljaka.
W 1983 roku został o nim nakręcony film „Jára Cimrman śpi” („Jára Cimrman ležící, spící”), a rok później film na podstawie jego sztuk „Rozpuštěný a vypuštěný” oraz film przedstawiający pracę Teatru Járy Cimrmana „Nejistá sezóna” (1987).

## Odbiór w Polsce

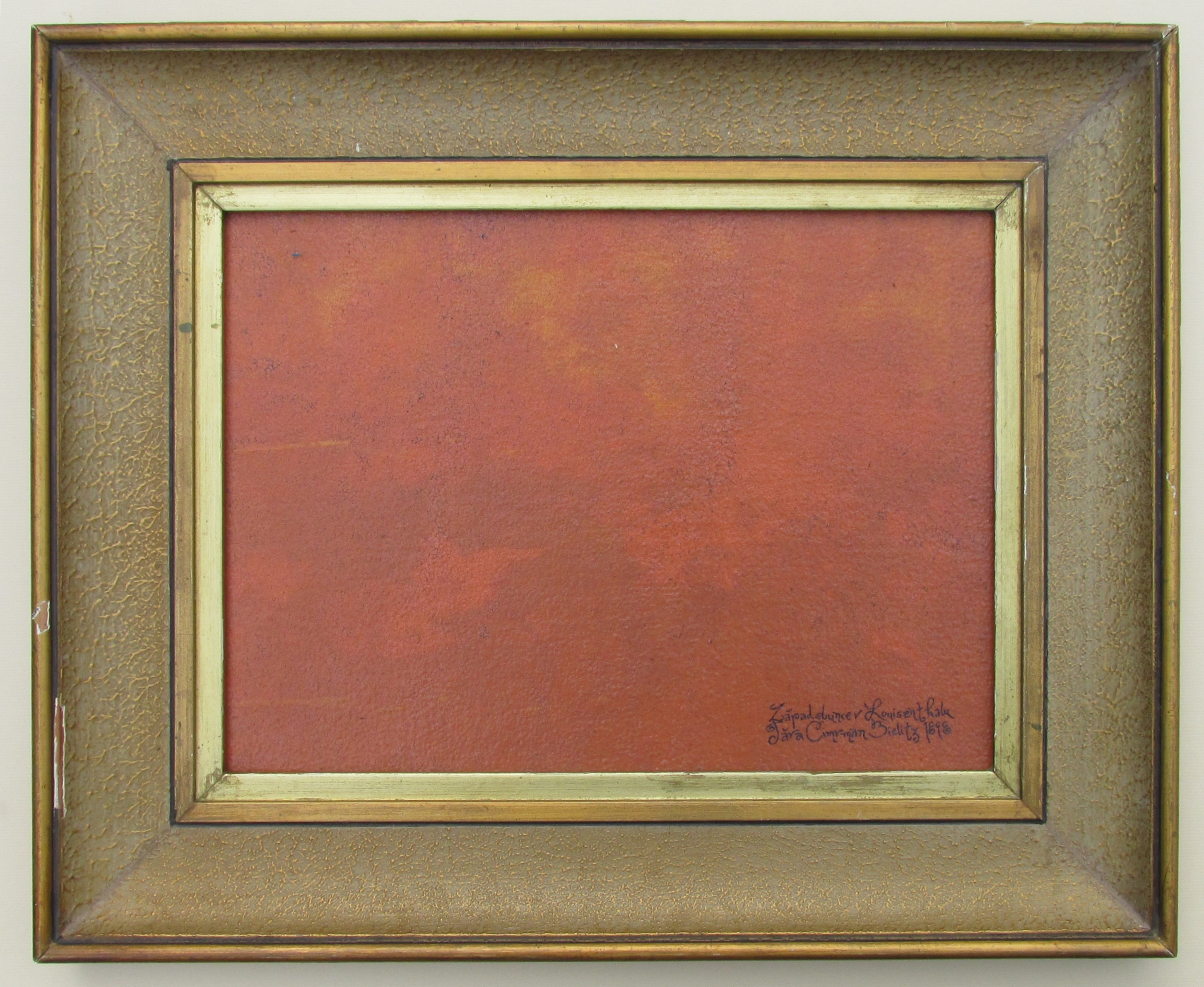
Jára Cimrman, Zachód słońca w Dolinie Luizy, Bielsko 1898

Fenomen Járy Cimrmana na łamach „Gazety Wyborczej” oraz swojej książki pt. Láska nebeská opisał Mariusz Szczygieł.
W Polsce niektóre sztuki na temat Járy Cimrmana (pozbawione teoretycznego wstępu) grał krakowski Teatr Tradycyjny.
W roku 2014 w Polsce powstał polski dokument fabularyzowany pt. Czeski geniusz, aneb Jára Cimrman w Katowicach w reżyserii Dariusza Zalegi. Treścią filmu są poszukiwania śladów Cimrmana w Katowicach. Przypadkowo znalezione zdjęcie z podpisem po czesku naprowadza na ślad bohatera. Prowadzący filmowe śledztwo redaktor podąża tropem wspomnień i współczesnych wiadomości na temat możliwych miejsc i tropów związanych z bohaterem. Spotyka się z dyrektorem teatru, wystawiającym sztuki Cimrmana, profesor językoznawstwa, tłumaczem języka czeskiego, biologiem, historykiem miasta, byłym czeskim konsulem w Katowicach. Wszystkie wiadomości i osoby, poza informacjami o samym bohaterze, są prawdziwe, opowiadają o realnych wydarzeniach i miejscach w Katowicach i nie tylko. Scena finałowa pokazuje odkrycie z zakresu biologii, którego miał dokonać bohater. Film posługuje się charakterystycznym czeskim humorem, przez co lepiej rozumiany jest w Czechach niż w Polsce. Powstał przy wsparciu Ministerstwa Spraw Zagranicznych, w ramach projektu „Łączy nas Olza”; jest dostępny na licencji CC BY 3.0 PL.
Film otwierał w październiku 2015 r. przegląd Filmové babí léto w Bystrzycy w Czechach.
W Galerii Bielskiej BWA w Bielsku-Białej 1 kwietnia 2016 miejscowy historyk Jacek Proszyk wygłosił prelekcję dotyczącą życia i twórczości Cimrmana. W trakcie spotkania zaprezentował dotąd nieznany obraz Jary Cimrmana, który miał namalować podczas pobytu w Bielsku w 1898 roku. Na obrazie zachował się napis: „Západ slunce v Louisenthalu, Jára Cimrman, Bielitz 1898”, czyli „Zachód słońca w Dolinie Luizy, Jara Cimrman, Bielsko 1898”. Cały obraz – mimo pęknięć werniksu z powodu starości – utrzymany jest w kolorze pomarańczowego zachodu słońca; takie przedstawienie w 1898 roku jest znacznym wyprzedzeniem ekspresjonizmu abstrakcyjnego zwanego Color field painting (malarstwo barwnych płaszczyzn), który w Ameryce pojawił się dopiero w latach 50. XX w. Justyna Łabądź – historyk sztuki z Galerii Bielskiej BWA – twierdzi, że odnaleziony obraz wpisze się w annały historii sztuki jako praca nowatorska, co dla czeskiego wynalazcy Jára Cimrman nie jest niczym nadzwyczajnym. Zapewne trudność w malowaniu mistrzowi sprawiała góra Palenica (wtedy zwana Spitzberg), która zawsze zasłania zachodzące słońce w Dolinie Wapienicy, a mimo to Jára Cimrman przezwyciężył i tę trudność. Informacja o wydarzeniu odbiła się szerokim echem w mediach czeskich.